# マサゴハゼ
マサゴハゼ（学名：Pseudogobius masago）は、ハゼ科スナゴハゼ属に属する魚。

## 分布
日本では宮城県以南の太平洋岸、瀬戸内海、京都府、対馬以南の東シナ海沿岸、種子島、沖縄本島に分布する。国外では朝鮮半島、台湾に分布する。

## 形態
全長は2 - 3 cm。体は側扁した円筒型で、吻は丸みを帯びる。体色は褐色で、黒色斑が縦列するほか、尾鰭基部にも黒色斑がみられる。尾鰭後縁は丸みを帯びる。同属のスナゴハゼに似るが、第1背鰭に黒斑が無いこと、尾柄の黒斑がくさび形であること、体高が低いことにより見分けられる。

## 生態
河口の汽水域に生息するが、稀に淡水にも進出する。泥底で単独生活を行う。環境の汚染に弱い。5 - 9月に繁殖し、生後1年で性成熟する。仔魚はプランクトンを捕食し、成魚はデトリタスを食べる。

## 保全状況評価
- 絶滅危惧II類 (VU)（環境省レッドリスト）

埋め立てなどによる干潟の減少や汚濁にともない、各地で生息地が減少している。2007年の環境省のレッドリストより、絶滅危惧II類に指定されている。